# 1836
1836 (MDCCCXXXVI) byl rok, který dle gregoriánského kalendáře započal pátkem.

## Události
- 25. února – Americký průmyslník Samuel Colt získal v USA patent na „zbraň s otáčivým válcem“.
- 23. února – 6. března – V Texasu proběhla bitva o Alamo, při níž mexičtí vojáci dobyli pevnost Texasanů.
- 1. března – Byla založena rakouská železniční společnost Severní dráha císaře Ferdinanda.
- 2. března – Byla vyhlášena Texaská republika.
- 4. března – Byla vydáno císařské privilegium pro stavbu první dráhy v Rakousku i českých zemích Severní dráhu Ferdinandovu.
- 21. dubna – V bitvě u San Jacinta texaští vojáci zajali mexického generála Antonia Lópeze de Santa Annu, který kapituloval a Mexiko přišlo o Texas. Byla ukončena Texaská revoluce.
- 24. dubna – Výlet štúrovců na Devín
- 15. června – Arkansas se stal 25. státem USA.
- 7. září – V Praze byl Ferdinand I. Dobrotivý korunován na českého krále.
- 2. října – Briga HMS Beagle se po pětileté plavbě kolem světa vrátila do Anglie. Cesty se účastnil přírodovědec Charles Darwin, který výsledky pozorování během expedice později použil k sepsání knihy O původu druhů, vydané v roce 1859.
- 28. listopadu – Byla založena Londýnská univerzita.
- 7. prosince – V prezidentských volbách USA zvítězil demokrat Martin Van Buren.

### Probíhající události
- 1817–1864 – Kavkazská válka
- 1835–1836 – Texaská revoluce

## Vědy a umění
- 4. února – V Benátkách proběhla premiéra opery Gaetana Donizettiho Belisario.
- 29. března – V Magdeburgu proběhla premiéra opery Richarda Wagnera Zákaz lásky aneb Novicka z Palerma.
- 31. března – Anglický spisovatel Charles Dickens začal vydávat na pokračování svůj první román Kronika Pickwickova klubu.
- 15. května – Anglický astronom Francis Baily při pozorování zatmění Slunce popsal optický úkaz nazvaný Bailyho perly.
- 8. listopadu se místo plánované svatby Karla Hynka Máchy s Eleonorou Šomkovou v Litoměřicích konal Máchův pohřeb. Po rychlé a zákeřné nemoci zemřel o dva dny dříve.
- V Petrohradě proběhla premiéra komedie Nikolaje Vasiljeviče Gogola Revizor.
- Karel Hynek Mácha vydal lyrickoepickou skladbu Máj.
- Ruský spisovatel Alexandr Sergejevič Puškin vydal novelu Kapitánská dcerka.
- Otevřeno divadlo v Třeboni.

## Narození

### Česko

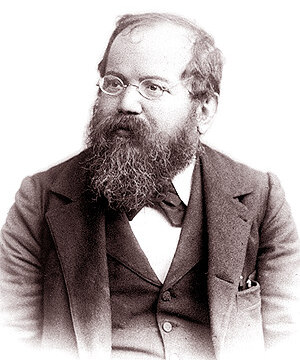
Wilhelm Steinitz (* 17. května)

- 10. ledna – Josef Emler, historik († 10. února 1899)
- 22. ledna – Václav Janda, politik († 25. března 1902)
- 25. ledna – František Věnceslav Jeřábek, spisovatel, novinář a politik († 31. března 1893)
- 6. února – Zdeněk Kolovrat-Krakovský, šlechtic a dramatik († 24. října 1892)
- 4. března – Josef Cyril Kliment, houslař a soukeník († 12. prosince 1914)
- 18. března – Josef Vydra, taneční mistr a první český pilot balónu († 19. srpna 1911)
- 30. března – František Pošepný, geolog († 27. března 1895)
- 20. února – Edmund Kaizl, poslanec Českého zemského sněmu a Říšské rady († 14. dubna 1900)
- 4. dubna – Adolf Chwala, malíř († 14. března 1900)
- 7. dubna – Karl Korb von Weidenheim, předlitavský šlechtic a politik († 15. října 1881)
- 17. května – Wilhelm Steinitz, rakouský šachista († 12. srpna 1900)
- 21. května – Karel Mattuš, právník a politik († 24. října 1919)
- 2. června
  - Antonie di Giorgi, spisovatelka († 24. listopadu 1913)
  - Josef Pražák, poslanec Českého zemského sněmu († 7. ledna 1886)
- 18. června – Martin Kolář, historik († 15. května 1898)
- 23. června – Erwin Dubský, šlechtic, cestovatel a politik († 28. února 1909)
- 27. června – František Josef Studnička, matematik († 21. února 1903)
- 2. července – Eduard von Eltz, politik německé národnosti († 24. února 1915)
- 14. července – Jindřich Hanuš Böhm, libretista, překladatel, divadelní a hudební kritik († 2. prosince 1916)
- 27. července – Adolf Patera, historik a filolog († 9. prosince 1912)
- 30. července – Gustav Trautenberger, evangelický duchovní, církevní historik († 25. června 1902)
- 10. srpna – Jan Vašatý, politik († 6. září 1898)
- 18. září – Josef Srb-Debrnov, hudební historik a spisovatel († 1. září 1904)
- 23. září – Karl Goldberg, poslanec Českého zemského sněmu a starosta Varnsdorfu († 9. října 1897)
- 27. září – Václav Antonín Crha, novinář a spisovatel († 8. září 1905)
- 28. září – Václav Nedoma, novinář († 11. března 1917)
- 16. října – Jiljí Jarolímek, báňský inženýr († 22. února 1886)
- 29. října – Karel Nedbal, advokát († 26. února 1889)
- 31. října – Antonín Fiala, amatérský meteorolog († 17. srpna 1912)
- 3. listopadu – Emanuel von Merta, velící generál v Josefově († 31. srpna 1899)
- 21. listopadu – František Sequens, malíř († 14. června 1896)
- 30. listopadu – Martin Pokorný, matematik, pedagog a politik († 30. ledna 1900)
- 5. prosince – Rudolf Jablonský, právník a politik, starosta Čáslavi († 30. září 1902)
- 7. prosince – Čeněk Hevera, ekonom a politik († 27. ledna 1896)
- 9. prosince – Adolf Albert Pozděna, klavírista a hudební skladatel († po roce 1900)
- 20. prosince – Arnošt Freissler, lékař († 19. dubna 1908)
- 21. prosince – Anna Cardová Lamblová, učitelka, aktivistka a spisovatelka († 19. března 1919)
- 27. prosince – Karl Schücker, politik německé národnosti († 15. prosince 1917)

### Svět
- 2. ledna – Mendele Mocher Sforim, židovský spisovatel († 8. prosince 1917)
- 4. ledna – Anna Saská, saská princezna z dynastie Wettinů († 10. února 1859)
- 8. ledna – Lawrence Alma-Tadema, nizozemský malíř († 25. června 1912)
- 13. ledna – Giuseppe Abbati, italský malíř († 21. února 1868)
- 14. ledna – Henri Fantin-Latour, francouzský malíř a litograf († 25. srpna 1904)
- 16. ledna – František II. Neapolsko-Sicilský, poslední král Království obojí Sicílie († 27. prosince 1894)
- 27. ledna – Leopold von Sacher-Masoch, rakouský novinář († 9. března 1905)
- 5. února
  - Alexander Stewart Herschel, britský astronom († 18. června 1907)
  - Nikolaj Alexandrovič Dobroljubov, ruský literární kritik a publicista († 29. listopadu 1861)
- 17. února – Gustavo Adolfo Bécquer, španělský spisovatel († 22. prosince 1870)
- 18. února – Šrí Rámakršna, indický mystik a hinduistický filozof († 16. srpna 1886)
- 21. února – Léo Delibes, francouzský skladatel († 16. ledna 1891)
- 24. února – Winslow Homer, americký realistický malíř († 29. září 1910)
- 25. února – Pauline Metternichová, rakouská šlechtična († 28. září 1921)
- 21. března – Jesús de Monasterio, španělský houslista a hudební skladatel († 28. září 1903)
- 25. března – Jozef Ľudovít Holuby, slovenský protestantský kazatel, botanik, spisovatel a národní buditel († 15. června 1923)
- 7. dubna – Thomas Hill Green, anglický filozof († 26. března 1882)
- 8. dubna – Georg Dragendorff, německý chemik a profesor farmacie († 7. dubna 1898)
- 15. dubna – William Allen Fuller, hrdina americké občanské války († 28. prosince 1905)
- 19. dubna – Gustav Tschermak, rakouský mineralog († 4. května 1927)
- 23. dubna – Charles Philip Yorke, 5. hrabě z Hardwicke, britský politik († 18. května 1897)
- 1. května – Ludvig Grundtvig, dánský fotograf a malíř († 28. listopadu 1901)
- 30. května – Jean-Baptiste Clément, francouzský šansoniér († 23. února 1903)
- 31. května – Jules Chéret, francouzský secesní reklamní výtvarník († 23. září 1932)
- 4. června – Władysław Tarnowski, polský šlechtic, klavírista, skladatel a básník († 19. dubna 1878)
- 9. června – Elizabeth Garrettová Andersonová, anglická lékařka († 17. prosince 1917)
- 24. června – Harry Rosenbusch, německý geolog († 20. ledna 1914)
- 28. června – Filip Zaleski, předlitavský státní úředník a politik († 24. září 1911)
- 9. července – Žofie Nasavská, švédská a norská královna († 30. prosince 1913)
- 20. července – Thomas Clifford Allbutt, britský lékař a vynálezce († 22. února 1925)
- 11. srpna – Cato Guldberg, norský matematik a chemik († 14. ledna 1902)
- 16. srpna – Eugen Petersen, německý klasický filolog a archeolog († 14. prosince 1919)
- 19. srpna – Eugène Anthiome, francouzský hudební skladatel († 24. července 1916)
- 25. srpna – Francis Bret Harte, americký spisovatel a žurnalista († 6. května 1902)
- 2. září – Fjodor Kamenskij, ruský sochař († 26. srpna 1913)
- 7. září – Henry Campbell-Bannerman, britský premiér († 22. dubna 1908)
- 8. září – Victor Widmann-Sedlnitzky, předlitavský politik († 25. ledna 1886)
- 9. září – Ioan Lupul, rakouský spisovatel a politik rumunské národnosti († 1922)
- 2. října – Otilie Malybrok-Stielerová, německá básnířka a překladatelka († 19. září 1913)
- 4. října – Piet Cronje, búrský generál († 4. února 1911)
- 5. října – Takeaki Enomoto, japonský admirál († 26. října 1908)
- 6. října – Allen Raine, velšská spisovatelka († 21. června 1908)
- 8. října – Leon Abbett, guvernér New Jersey († 4. prosince 1894)
- 15. října – James Tissot, francouzský malíř († 8. srpna 1902)
- 28. října – James Edward Tierney Aitchison, anglický lékař a botanik († 30. září 1898)
- 13. listopadu – Jarosław Dąbrowski, polský levicový nacionalista, bojovník za vznik nezávislého Polska († 23. května 1871)
- 16. listopadu – Kalākaua, král Havajských ostrovů († 20. ledna 1891)
- 18. listopadu
  - Máximo Gómez, kubánský generál († 17. června 1905)
  - W. S. Gilbert, anglický dramatik, libretista, básník a ilustrátor († 29. května 1911)
- 23. listopadu – Marie Jindřiška Habsbursko-Lotrinská, belgická královna († 19. února 1902)
- 30. listopadu – Frederick Charles Cavendish, britský politik a šlechtic († 6. května 1882)
- 13. prosince – Franz von Lenbach, německý malíř († 6. května 1904)
- ? – Şayeste Hanım, manželka osmanského sultána Abdulmecida I. († 11. února 1912)

## Úmrtí

### Česko

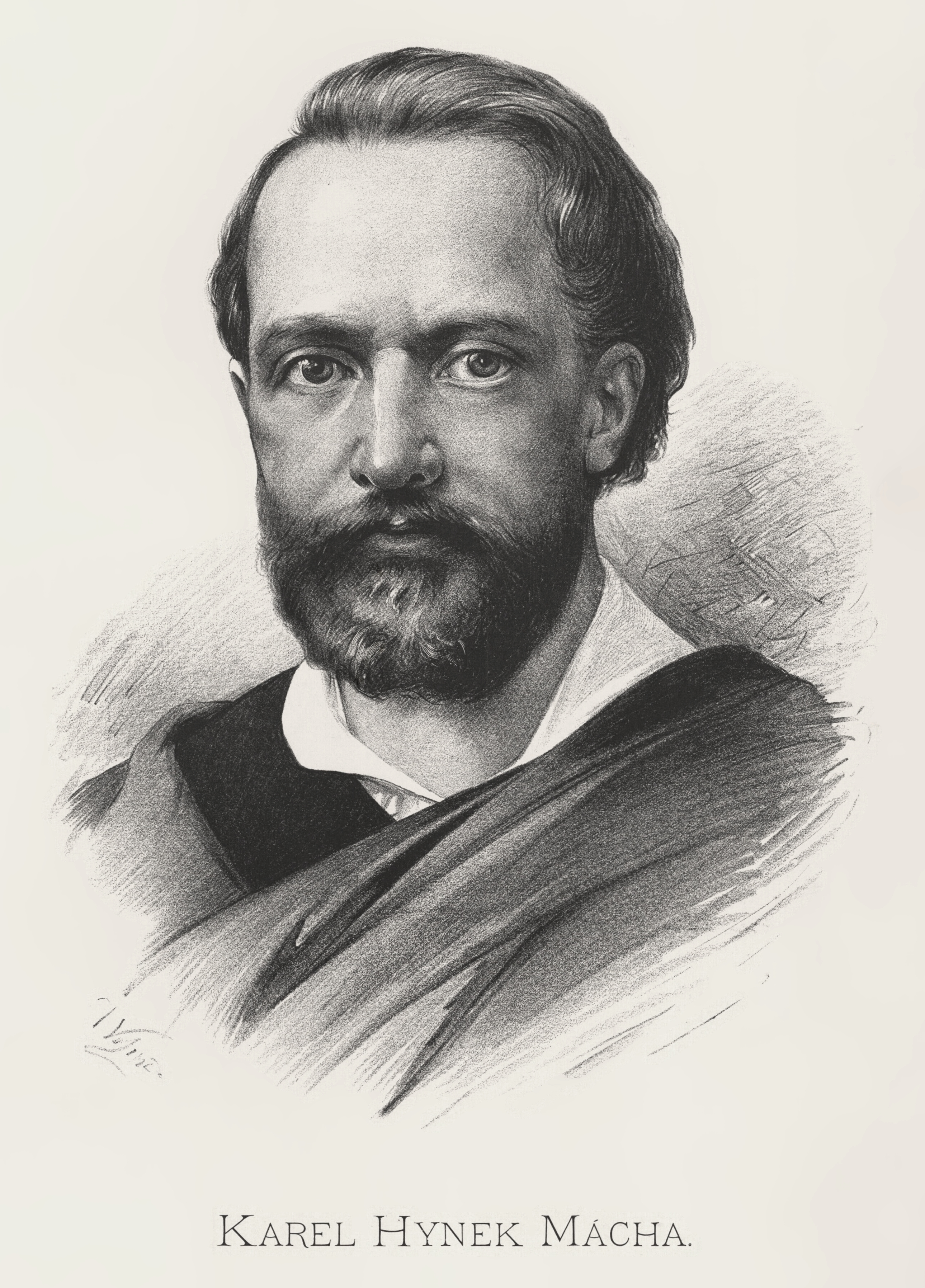
Karel Hynek Mácha († 6. listopadu)

- 6. ledna – Josef Karel Šíp, frýdecký kněz a historik (* 5. března 1751)
- 27. ledna – Rudolf kníže Kinský, šlechtic, vlastenec a diplomat (* 30. března 1802)
- 2. února – Josef Vojtěch Sedláček, český kněz, buditel a vlastenec (* 24. února 1785)
- 22. února – Alois Martin David, kněz, astronom a kartograf ( 8. prosince 1757)
- 31. března – Hugo František Salm, šlechtic, průmyslník a mecenáš (* 1. dubna 1776)
- 28. května – Antonín Rejcha, hudební skladatel, pedagog a teoretik (* 26. února 1770)
- 31. srpna – Vincenc Zahradník, kněz a spisovatel (* 29. prosince 1790)
- 5. září – Ferdinand Maria Chotek, olomoucký arcibiskup (* 8. září 1771)
- 6. listopadu – Karel Hynek Mácha, básník (* 16. listopadu 1810)

### Svět

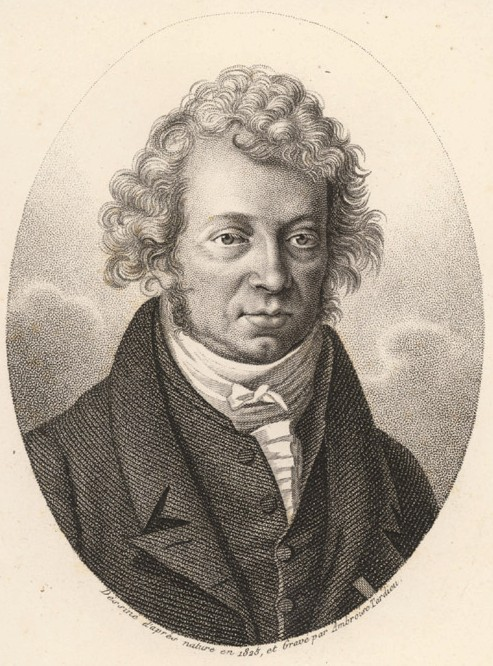
André-Marie Ampère († 10. června)

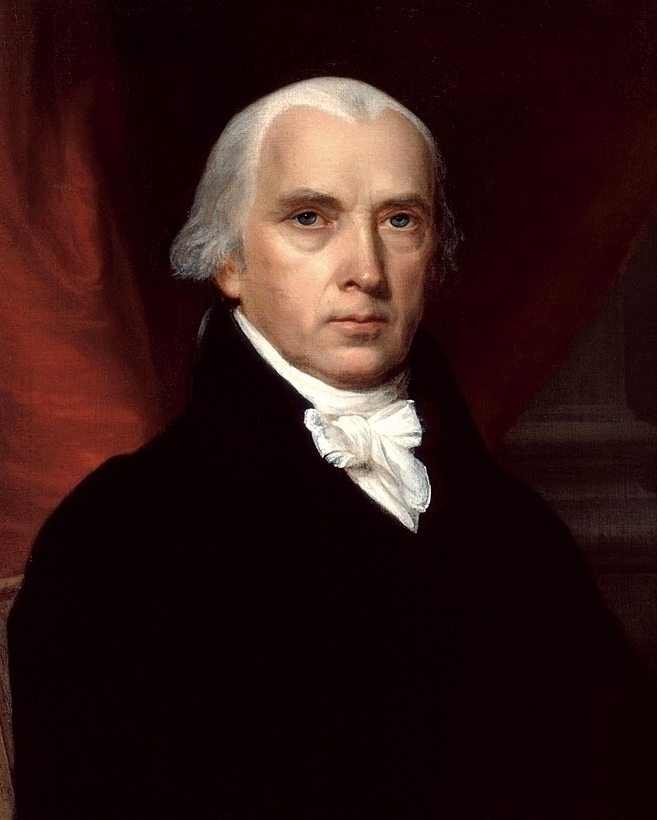
James Madison († 28. června)

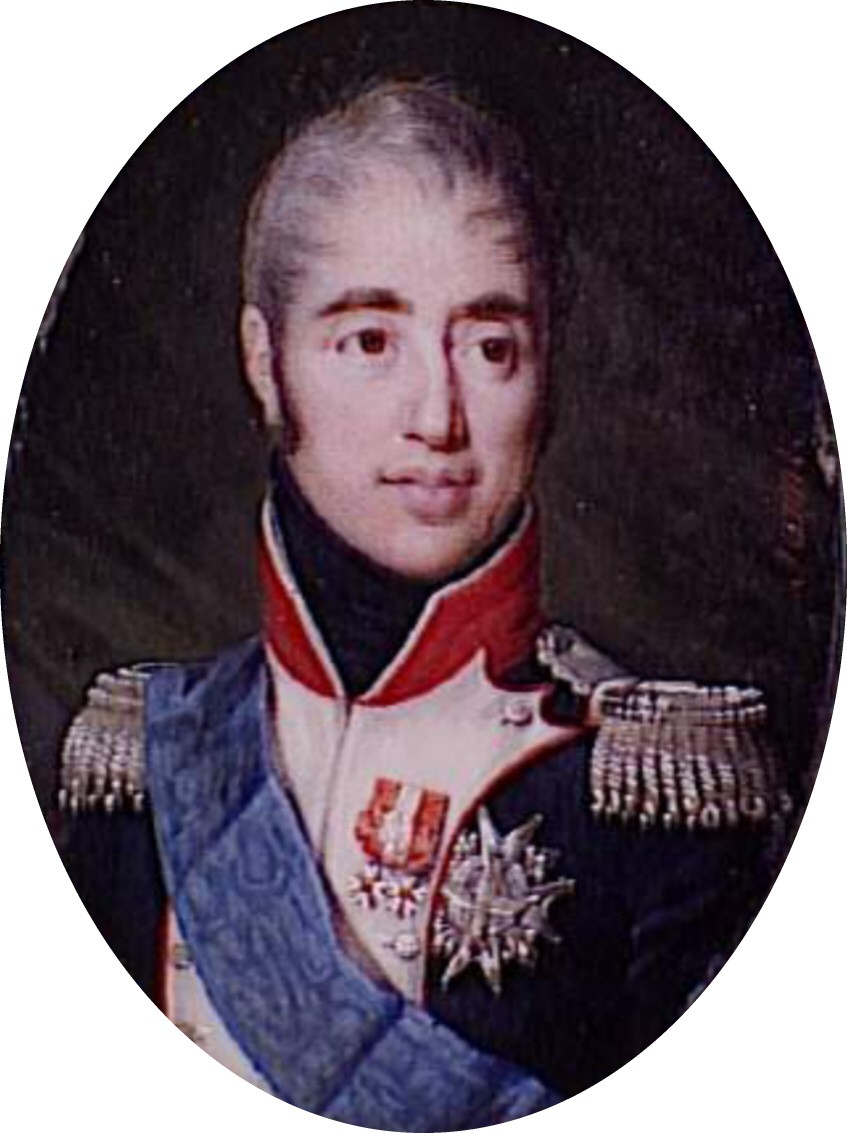
Karel X. († 6. listopadu)

- 13. ledna – Jules Armand Louis de Rohan, francouzský šlechtic z rodiny Rohanů a voják (* 20. října 1768)
- 21. ledna – Marie Kristýna Savojská, královna obojí Sicílie (* 14. listopadu 1812)
- 27. ledna – Vilemína Luisa Bádenská, velkovévodkyně hesenská (* 10. září 1788)
- 28. ledna – Marie von Brühl, německá šlechtična (* 3. června 1779)
- 30. ledna – Betsy Rossová, americká švadlena; ušila první americkou vlajku (* 1. ledna 1752)
- 2. února – Laetitia Ramolino, matka Napoleona (* 24. srpna 1750)
- 6. března – William Travis, plukovník texaské armády v období Texaské revoluce (* 1. srpna 1809)
- 9. března – Antoine Destutt de Tracy, francouzský filozof a politik (* 20. července 1754)
- 15. března – Karl Hermann Heinrich Benda, německý hudebník a hudební skladatel (* 2. května 1748)
- 7. dubna – William Godwin, anglický novinář, spisovatel a filosof (* 3. března 1756)
- 20. dubna – Jan I. z Lichtenštejna, lichtenštejnský kníže (* 26. června 1760)
- 24. dubna – Charles Alain de Rohan, francouzský voják a šlechtic z rodu Rohanů (* 18. ledna 1764)
- 10. června – André-Marie Ampère, francouzský matematik a fyzik (* 22. ledna 1775)
- 20. června – Emmanuel Joseph Sieyès, francouzský politik (* 3. května 1748)
- 23. června – James Mill, skotský historik a ekonom (* 6. dubna 1773)
- 28. června – James Madison, americký prezident (* 16. března 1751)
- 26. července – Claude Joseph Rouget de Lisle, francouzský revolucionář a skladatel (* 10. května 1760)
- 28. července – Nathan Mayer Rothschild, německý bankéř, podnikatel a finančník (* 16. září 1777)
- 6. srpna – Jean Lafitte, francouzský pirát (* 21. května 1787)
- 21. srpna – Claude-Louis Navier, francouzský fyzik a technik (* 15. února 1785)
- 26. srpna – William Elford Leach, anglický zoolog (* 22. února 1790)
- 2. září – William Henry, anglický chemik (* 12. prosince 1775)
- 5. září – Ferdinand Raimund, rakouský dramatik a herec (* 1. června 1790)
- 14. září – Aaron Burr, americký právník, politik a dobrodruh, třetí viceprezident USA (* 6. února 1756)
- 17. září – Antoine Laurent de Jussieu, francouzský botanik (* 12. dubna 1748)
- 27. září – Isabella Albrizzi-Teotochi, benátská spisovatelka (* 28. listopadu 1763)
- 10. října – Martha Jeffersonová Randolphová, dcera 3. amerického prezidenta Thomase Jeffersona (* 27. září 1772)
- 22. října – Heinrich Adolf Schrader, německý lékař, mykolog a botanik (* 1. ledna 1767)
- 6. listopadu – Karel X., francouzský král (* 9. října 1757)
- 16. listopadu – Christiaan Hendrik Persoon, francouzský mykolog (* 1. února 1761)
- 26. listopadu – John Loudon McAdam, skotský inženýr a stavitel (* 23. září 1756)
- 1. prosince – Jozef Ignác Bajza, slovenský kněz a spisovatel (* 5. března 1755)
- 12. prosince – Giuseppe Farinelli, italský skladatel (* 7. května 1769)
- 19. prosince – Emily Donelsonová, neteř 7. prezidenta USA Andrewa Jacksona, první dáma USA (* 1. června 1807)

## Hlavy států
- Francie – Ludvík Filip (1830–1848)
- Království obojí Sicílie – Ferdinand II. (1830–1859)
- Osmanská říše – Mahmut II. (1808–1839)
- Prusko – Fridrich Vilém III. (1797–1840)
- Rakouské císařství – Ferdinand I. (1835–1848)
- Rusko – Mikuláš I. (1825–1855)
- Spojené království – Vilém IV. (1830–1837)
- Španělsko – Isabela II. (1833–1868)
- Švédsko – Karel XIV. (1818–1844)
- USA – Andrew Jackson (1829–1837)
- Papež – Řehoř XVI. (1830–1846)
- Japonsko – Ninkó (1817–1846)
- Lombardsko-benátské království – Rainer Josef Habsbursko-Lotrinský